# St Mary's Church (Newport)
St Mary's Church  is een rooms-katholieke parochiekerk in de Amerikaanse stad Newport in de staat Rhode Island.
De parochie werd gesticht in 1828 en was daarmee de oudste in de staat. Na in verschillende noodkerken te hebben bestaan, werd de parochie in 1848 gevestigd in een nieuw kerkgebouw, dat werd ontworpen door de vooraanstaande katholieke architect Patrick C. Keeley uit Brooklyn. De parochie telde in die tijd 548 zielen. De kerk werd in 1852 gewijd door de bisschop van Providence Bernard O'Reilly, en werd gewijd aan Allerheiligste naam van Maria. Dit was de eerste katholieke parochie van de staat Rhode Island.
Enige (inter)nationale bekendheid kreeg de kerk doordat hier op 12 september 1953 het huwelijk werd voltrokken tussen de latere Amerikaanse president John F. Kennedy en Jacqueline Bouvier, wier ouders in Newport woonden.